# Leucania duplex
Leucania duplex är en fjärilsart som beskrevs av Charles E. Rungs 1955. Leucania duplex ingår i släktet Leucania och familjen nattflyn. Inga underarter finns listade i Catalogue of Life.